# Пахомов Євгеній Сергійович
Євге́ній Сергі́йович Пахо́мов (1982—2022) — старший солдат Збройних сил України, учасник російсько-української війни, який загинув під час російського вторгнення в Україну.

## Життєпис
Народився 1982 року. Закінчив черкаську школу № 17, потому навчався у Східноєвропейському університеті, працював будівельником. Захищав Україну упродовж останніх років у складі багатьох військових підрозділів. Мешкав у м. Черкаси.
З початку російського вторгнення в Україну в 2022 році служив стрілецем стрілецького відділення у Черкаській ТРО. Загинув 27 квітня 2022 року у м. Попасна, Луганська область.
Похований у Черкасах. Залишились дружина та доньки.

## Нагороди
- орден «За мужність» III ступеня (2022) (посмертно) — за особисту мужність і самовіддані дії, виявлені у захисті державного суверенітету та територіальної цілісності України, вірність військовій присязі.[3]